# 테베의 아문 대사제단
테베의 아문 대사제단은 테베에 위치했던 지방 정권이다. 이들은 이집트 제20왕조의 말기부터 번성하기 시작하여, 람세스 11세의 치세 말기에는 실질적으로 이집트를 다스렸다. 당시 사제단은 전 이집트 신전 관련 토지의 2/3, 선박의 90%, 수공업의 80%를 소유하고 있었다.
이집트 제21왕조 시기에는 중부와 상이집트 지방을 장악하고 사실상 통치했으나 제22왕조 때부터는 그 영향력이 급감하였다.

## 역대 대사제
- 헤리호르
- 피안크
- 피네젬 1세 : 제21왕조 파라오인 프수센네스 1세의 아버지이다.
- 마사헤르타
- 멘케페르레
- 스멘데스 2세
- 피네젬 2세 : 이 사람의 무덤은 왕가의 계곡 근처에 위치한 깊은 암굴 무덤(TT320)으로 파라오들의 미라가 집단매장되었다. 생전의 피네젬 2세는 당대 파라오인 시아문의 명령을 받고 왕가의 계곡에 매장된 파라오들의 무덤을 점검하여 도굴당한 무덤에 안치된 파라오들의 미라를 다시 염습한 뒤에 도굴당할 우려가 적다고 판단한 자기 자신과 가까운 가족들이 묻힐 가족묘에 안치했다. 실제로 TT320을 발굴했을 때 피네젬 2세 본인과 그의 아내인 네스콘수, 딸의 미라도 같이 나왔다. 제21왕조의 마지막 파라오인 프수센네스 2세의 아버지이다.
- 프수센네스 3세 : 이 사람은 제21왕조의 마지막 파라오인 프수센네스 2세와 동일 인물이다. 아버지인 피네젬 2세가 시아문 재위 10년차에 사망하자 아버지의 성직을 물려받았고, 파라오에 즉위한 후에도 계속 대신관 직을 유지하여 사실상 이집트 전체를 통치했다.
- 이우푸트 : 제22왕조의 창건자 셰숑크 1세의 아들로 제22왕조부터는 아문 대신관에 파라오의 자식들을 임명하게 되었다.
- 셰숑크 2세 : 다른 이름은 셰숑크 C인데 파라오인 셰숑크 2세와 동일 인물로 보고 있다.
- 이우엘로트 : 오소르콘 1세의 아들.
- 스멘데스 3세 : 역시 오소르콘 1세의 아들로 타켈로트 1세의 치세 중반부터 아문 대사제 직을 맡았다.
- 하르시에세 B : 상이집트에서 파라오를 자칭했던 하르시에세 A의 아들로 근 30년 동안 아문 대신관 직을 맡았기에 막 대사제가 되었을 때 30대 초반 정도의 젊은 나이였을거라고 추정한다.
- (이름이 전하지 않음)
- 님로트 C : 파라오 오소르콘 2세의 아들. 임명되고 얼마 되지 않아 사망한 걸로 보이며, 그의 전임자 이름은 삭제되어 있다.
- 타켈로트 F : 님로트 C의 아들이며 최근의 연구에 따르면 오소르콘 2세의 손자로 밝혀졌다. 훗날 중부와 상이집트를 장악한 분계 왕조인 제23왕조의 2대 파라오 타켈로트 2세다.
- 오소르콘 B : 타켈로트 2세의 장남으로 오소르콘 3세이다. 아버지가 즉위한 뒤 사제 직을 이어받았으며 후에 파라오도 승계받는다.
- 하르시에세, ..du/aw의 아들 : 아버지의 이름이 소실되었다.
- 하레마크헤트 : 제25왕조의 파라오 샤바카의 아들.
- 하르케비 : 하레마크헤트의 아들로 샤바카의 손자. 프삼티크 1세의 재위 14년 시기까지 아문 대신관 직을 지냈다.
- (이름이 전하지 않음)
- 앙크네스네페리브레 : 제26왕조 파라오 프삼티크 2세의 딸로 '아문 신의 아내'이면서 대사제 직도 겸했다.
- 니토크리스 2세 : 제26왕조 파라오 아흐모세의 딸로 기록이 남은 마지막 아문 신의 대사제이다.